# 宮﨑充登
宮﨑 充登（みやざき みちと、1978年9月6日 - ）は、和歌山県岩出市根来出身の元プロ野球選手（投手）。右投右打。

## 経歴

### プロ入り前
智弁和歌山高時代、1996年には春・夏連続して甲子園に出場。春はチームは準優勝するも2年の髙塚信幸がエースで登板機会が無く、夏は初戦にリリーフ登板するも敗退。高校時代のMAXは142km/h。その後本田技研工業に入社して鈴鹿野球部に所属。1999年にシドニーオリンピック代表候補選手としてプロキャンプに派遣され、広島東洋カープのキャンプに参加した。
広島にも在籍していた吉本亮コーチの助言のもと、フォームをスリークォーターに変更してから球速が150km/h以上を記録するようになり、キレも増したことから遅咲きながらプロ入りへの道が拓けた。
2006年11月6日、鈴鹿市内で記者会見し広島東洋カープ入りを表明。広島が希望枠（逆指名）で選手を獲得するのは2002年の永川勝浩投手以来4年ぶりとなる。会見では「ストレートで打者を抑えていく投手になりたい。2桁は勝ちたい」と意気込む。11月21日、大学生・社会人ドラフト終了後に広島と仮契約を結ぶ。Honda鈴鹿には計10年間在籍し、妻子持ち28歳でのプロ入りとなった。

### プロ入り後
2007年3月31日、開幕2戦目の阪神タイガース戦でリリーフとして初登板。同点の7回裏に登板し打者2人を続けて打ち取るも、四球と長打で2アウト二・三塁のピンチを作り降板。後を継いだ佐竹健太が2連続四球で失点し、敗戦投手となる。プロ2戦目の4月4日の横浜ベイスターズ戦では同点の6回表に登板。村田修一にプロ初被弾するも、直後に嶋重宣、代打前田智徳のタイムリーによって試合をひっくり返し、プロ初勝利を挙げた。その後4戦連続してリリーフ失敗し、防御率10点台で二軍に落とされた。しかし二軍で課題の落ちるボール（フォーク）を習得、フォームを調整し、約1ヵ月後に再び一軍昇格。先発ローテーションに入ってからはまずまずのピッチングを続け、9月29日の対阪神最終戦（阪神甲子園球場）では、自己最多となる7回2/3を2失点で投げ、先発初勝利。先発にリリーフにと重宝されて31試合に登板し、3勝を挙げた。
2008年、前年の秋季キャンプから投球スタイルの変更に取り組み、自慢の球威を落として制球力向上を図った。オープン戦ではまずまずの投球で開幕一軍で先発ローテーションの5番手に入った。しかし、先発の働きが出来た試合はほとんどなく、先発としては1勝も出来なかった。制球力が向上したとは言い難く、球威を落とした分かえって痛打されることが多くなった。また、球数が100球に近づく辺りから球威や制球の低下のみならず、明らかにフォームが崩れるなど先発投手としてのスタミナが無いことも露呈した。シーズン後半には、前田健太、齊藤悠葵ら他の若手先発投手の活躍に押し出される形で二軍に降格。1年目の成績から、ほとんど全ての数字を下げた。
2009年は5月に一軍に登録されたものの登板の無いまま二軍へ降格。再昇格もなく3年目で初の一軍出場が無いシーズンとなった。二軍では先発ローテーションを任されたが、防御率5.49は規定投球回数に達した投手ではリーグ最下位だった。同年のオフに、背番号が16から54へと変更になった。2010年・2011年も二軍では登板したものの一軍戦に出場することはできず、2011年10月13日球団より戦力外通告を受け、現役を引退した。

### 現役引退後
2014年から、ホンダ鈴鹿在籍時の監督でもあった高橋博明が監督を務める永和商事ウイングで投手コーチを務める。
2016年の学生野球資格回復研修を受講した上で、翌2017年2月7日に日本学生野球協会より学生野球資格回復の適性認定を受けたことにより、学生野球選手への指導が可能となった。
2020年限りで永和商事ウイングが無期限休部となったため、コーチを退任した。
2021年よりルネス紅葉スポーツ柔整専門学校のコーチに就任。2023年より監督に就任し、同年9月30日限りで退任した。

## 選手としての特徴
スリークォーター気味のフォームから繰り出すMAX153km/hのストレートと140km/h台の高速スライダーが武器。他の球種はフォーク・シュート・カーブ。
スライダーとシュートは、スリークォーターにフォーム改造したことによって切れが増した。ただ、フォークは制球力が悪く、ほとんど使っていなかった。プロ入り直後の投球内容の悪さから落ちるボールはやはり不可欠だということで精度を上げた。

## 詳細情報

### 年度別投手成績
| 年 度     | 球 団     | 登 板 | 先 発 | 完 投 | 完 封 | 無 四 球 | 勝 利 | 敗 戦 | セ 丨 ブ | ホ 丨 ル ド | 勝 率 | 打 者 | 投 球 回 | 被 安 打 | 被 本 塁 打 | 与 四 球 | 敬 遠 | 与 死 球 | 奪 三 振 | 暴 投 | ボ 丨 ク | 失 点 | 自 責 点 | 防 御 率 | W H I P |
| --------- | --------- | ----- | ----- | ----- | ----- | -------- | ----- | ----- | -------- | ----------- | ----- | ----- | -------- | -------- | ----------- | -------- | ----- | -------- | -------- | ----- | -------- | ----- | -------- | -------- | ------- |
| 2007      | 広島      | 31    | 7     | 0     | 0     | 0        | 3     | 5     | 0        | 5           | .375  | 314   | 72.2     | 74       | 11          | 26       | 3     | 5        | 45       | 1     | 0        | 41    | 39       | 4.83     | 1.38    |
| 2008      | 広島      | 12    | 9     | 0     | 0     | 0        | 1     | 6     | 0        | 0           | .143  | 222   | 47.0     | 55       | 4           | 25       | 4     | 6        | 21       | 2     | 0        | 38    | 36       | 6.89     | 1.70    |
| 通算：2年 | 通算：2年 | 43    | 16    | 0     | 0     | 0        | 4     | 11    | 0        | 5           | .267  | 536   | 119.2    | 129      | 15          | 51       | 7     | 11       | 66       | 3     | 0        | 79    | 75       | 5.64     | 1.50    |

- 各年度の太字はリーグ最高

### 記録
投手記録
- 初登板：2007年3月31日、対阪神タイガース2回戦（大阪ドーム）、7回裏に2番手で救援登板、2/3回1失点で敗戦投手
- 初勝利：2007年4月4日、対横浜ベイスターズ2回戦（広島市民球場）、6回表に2番手で救援登板、1回1失点
- 初奪三振：2007年4月8日、対東京ヤクルトスワローズ3回戦（明治神宮野球場）、6回裏に田中浩康から空振り三振
- 初ホールド：2007年5月17日、対阪神タイガース11回戦（倉敷マスカットスタジアム）、8回表に2番手で救援登板、2/3回無失点
- 初先発：2007年8月8日、対中日ドラゴンズ14回戦（ナゴヤドーム）、5回5失点
- 初先発勝利：2007年9月29日、対阪神タイガース24回戦（阪神甲子園球場）、7回1/3を2失点

打撃記録
- 初安打：2007年9月29日、対阪神タイガース24回戦（阪神甲子園球場）、4回表に福原忍から中前安打

### 背番号
- 16 （2007年 - 2009年）
- 54 （2010年 - 2011年）